# Pjotr Nikolajevič Lebedev
Pjotr Nikolajevič Lebedev (rus.: Пётр Никола́евич Ле́бедев; Moskva, 8. ožujka 1866. – Moskva, 14. ožujka 1912.), ruski fizičar. Diplomirao (1891.) u Strasbourgu. Radio na Moskovskome državnom sveučilištu Lomonosov (od 1891. do 1911.). Konstruirao izvor elektromagnetskih valova valne duljine od nekoliko milimetara (1895.). Prvi je dokazao (1899.) da svjetlost tlači površinu na koju pada, a prvi je i pokusima izmjerio tlak elektromagnetskog zračenja. Prvi je izmjerio djelovanje tlaka elektromagnetskog zračenja na molekule plina (1909.). Djelovanjem tlaka elektromagnetskog zračenja na plinove tumači se na primjer svinutost repova kometa. Bavio se teorijom magnetizma, a osobito je proučavao Zemljino magnetsko polje. Pridonio je osnivanju instituta za fiziku u Moskvi, koji se danas naziva Lebedevljev institut za fiziku Ruske akademije znanosti. Po njem je nazvan krater na Mjesecu (Lebedev (krater)).

## Tlak elektromagnetskog zračenja
Tlak elektromagnetskog zračenja, radijacijski tlak ili svjetlosni tlak je tlak kojim svjetlost ili drugo elektromagnetsko zračenje djeluje na plohu na koju pada. U svakodnevnim uvjetima zanemarivo je malen, ali može biti velik za lasersko zračenje usmjereno na malu površinu. Tlak elektromagnetskog zračenja Sunca nije zanemariv pri proračunima putanja međuplanetarnih letjelica. Prvi ga je opisao J. Kepler (1619.) tumačeći zašto je rep kometa uvijek usmjeren poprečno (radijalno) od Sunca, teorijski ga je predvidio J. C. Maxwell (1862.), a prvi je pokusom dokazao njegovo postojanje (1899.) i izmjerio njegovo djelovanje na molekule plina (1909.) P. N. Lebedev.
Tlak elektromagnetskog zračenja je tlak koji pritišće bilo koju površinu, koja je izložena elektromagnetskom zračenju. Ako ga površina upije, onda je tlak jednak iznosu zračenja podijeljenim s brzinom svjetlosti. Ako je zračenje potpuno odbijeno (reflektirano), onda je tlak elektromagnetskog zračenja dvostruk. Tako na primjer, Sunčevo zračenje ima snagu 1 370 W/m2, pa je onda tlak elektromagnetskog zračenja 4,6 x 10-6 Pa (upijeno).